# Décès en novembre 2001
Décès
- 1997
- 1998
- 1999
- 2000
- 2001
- 2002
- 2003
- 2004
- 2005

Pour une information complémentaire, voir la page d'aide.

| Date         | Nom                       | Activités | Âge | Source |
| ------------ | ------------------------- | --- | --- | ------ |
| 1er novembre | Serge Mesonès             | footballeur, militant politique et auteur d'ouvrages sportifs français.                                                                       | 53  |        |
| 2 novembre   | Mona Fandey               | chanteuse et meurtrière malaisienne | 45  | (en)   |
| 3 novembre   | Lucio Colletti            | philosophe et homme politique italien | 76  |        |
| 5 novembre   | Jean-Jacques Boucavel     | homme politique gabonais | 78  |        |
| 5 novembre   | Jeannette Vermeersch      | femme politique française | 90  |        |
| 13 novembre  | Marius Flothuis           | compositeur, musicologue et critique musical néerlandais                                                                                      | 87  | (en)   |
| 13 novembre  | Frédéric Pottecher        | écrivain et chroniqueur judiciaire français                                                                                                   | 96  |        |
| 14 novembre  | Juan Carlos Lorenzo       | joueur et entraîneur de football argentin | 79  | (es)   |
| 16 novembre  | Tommy Flanagan (musicien) | pianiste de Jazz américain | 71  |        |
| 16 novembre  | Vendramino Bariviera      | coureur cycliste italien | 64  |        |
| 16 novembre  | Raymond-René Bloch        | peintre français | 90  |        |
| 19 novembre  | Line Mary-Louassier       | haltérophile française | 39  |        |
| 21 novembre  | Gardner McKay             | acteur américain | 69  |        |
| 24 novembre  | Eddy Meeus                | fondateur du groupe Walibi belge | 75  |        |
| 24 novembre  | Melanie Thornton          | chanteuse pop américaine qui connut le succès dans le milieu des années 1990, en tant que chanteuse du groupe allemand d'eurodance La Bouche. | 34  |        |
| 26 novembre  | Mathias Clemens           | coureur cycliste luxembourgeois | 86  |        |
| 26 novembre  | Seiken Shukumine          | karatéka japonais | 75  |        |
| 26 novembre  | Nils-Aslak Valkeapää      | écrivain, poète et musicien finlandais de culture same                                                                                        | 58  | (no)   |
| 29 novembre  | Alain Cerrato             | Footballeur, français. | 51  |        |
| 29 novembre  | George Harrison           | musicien, auteur-compositeur, chanteur et producteur de cinéma britannique, guitariste et plus jeune membre des Beatles.                      | 58  |        |
| 30 novembre  | Annibale Brasola          | coureur cycliste italien | 76  |        |